# Al-Ruways
Al-Ruways (en árabe: الرويس‎), era un pueblo árabe palestino sobre una colina rocosa situada 12 kilómetros (7,5 mi) al sureste de Acre y al sur del pueblo de al-Damun. Su población en 1945 era de 330 habitantes. Al-Ruways quedó despoblada tras su captura por las fuerzas israelíes durante la guerra árabe-israelí de 1948. Se calcula que unas 350 o 400 localidades palestinas fueron despobladas durante esa guerra y más de 700 000 palestinos huyeron o fueron expulsados de sus hogares en un proceso conocido como la Nakba.

## Historia

### Edad media
Al-Ruways se encontraba en el sitio de la ciudad cruzada de Careblier,a la que los cruzados también se referían como Roeis. En 1220, Beatrix de Courtenay y su marido, el conde Otto von Botenlauben, de Henneberg, vendieron sus tierras, incluida la de Roeis, a los caballeros teutónicos. Sin embargo, parecían no tener propiedad exclusiva, ya que en 1253 Juan Alemán, señor de Cesarea, vendió varias aldeas, incluida Roeis, a los Caballeros Hospitalarios.En 1266, una vanguardia cruzada que regresaba de una incursión en Tiberíades a Acre fue emboscada en Roeis por fuerzas mamelucas con base en Safad. En 1283 fue mencionada como parte del dominio de los cruzados en la hudna (tregua) entre los cruzados con base en Acre y el sultán mameluco al-Mansur Qalawun.
Según la tradición, la gente de la aldea profesaba tener parientes consanguíneos con Husam ad-Din Abu al-Hija, que fue un oficial de alto rango del ejército ayubí del sultán Saladino.

### Era otomana
El explorador francés Victor Guérin visitó al-Ruways en 1875 y señaló que la aldea contenía "150 personas como máximo, cuyas casas están ubicadas en una colina, en medio de jardines llenos de higueras, granados y olivos, y aquí y allá palmeras".
En 1881, el Estudio de Palestina Occidental del PEF describió al-Ruways como situado en un terreno abierto con olivares al norte de la aldea. Su población de 400 habitantes era enteramente musulmana.
Una lista de población de aproximadamente 1887 mostró que Ruweis tenía alrededor de 190 habitantes, todos musulmanes.

### Era del mandato británico
Bajo el mandato británico de Palestina a principios del siglo XX, al-Ruways era uno de los pueblos más pequeños del distrito de Acre. En el censo de 1922, Al-Ruways tenía una población de 154 habitantes; todos musulmanes,aumentando en el censo de 1931 a 217, todavía todos musulmanes, en un total de 44 casasrepartidas en dos barrios.
El pueblo tenía una mezquita. La escuela se encontraba en la cercana al-Damun. El agua potable de los habitantes procedía de pozos domésticos y cultivaban principalmente trigo, maíz, sésamo, sandías y olivos.
En las estadísticas de 1945, la población de al-Ruways era de 330 musulmanes, que poseían 1.163 dunams de tierra según un estudio oficial de tierras y población. 222 dunams eran plantaciones y tierras de regadío, 844 se utilizaban para cereales, mientras que las zonas urbanizadas constaban de 15 dunams.

### Dominio israelí
El 18 de julio de 1948, dos días después de que Nazaret fuera ocupada por la Séptima Brigada Blindada de Israel en la Operación Dekel, algunas unidades avanzaron hacia Galilea Occidental y capturaron varias aldeas árabes, una de las cuales era al-Ruways. Los habitantes huyeron tras los bombardeos y la caída de las principales ciudades de los alrededores, concretamente Shefa-'Amr y Nazaret. Después de la guerra, la zona fue incorporada al Estado de Israel. Según el historiador palestino Walid Khalidi, "el sitio está desierto. Los escombros de viejos pozos y techos de cemento están esparcidos sobre el sitio, que por lo demás está cubierto por un bosque de eucaliptos y cactus". En 1992 no había aldeas en tierras de al-Ruways, pero el área circundante era cultivada por residentes del kibutz Yas'ur.